# Akebia
Akebia este un gen gen ce cuprinde 5 specii de plante cu flori, aparținând familiei Lardizabalaceae. Denumirea genului provine de la denumirea comună în limba japoneză pentru specia Akebia quinata: akebi (通草).

## Specii
Genul Akebia conține 5 specii:
| Aspectul florii | Denumire                                                 | Denumire comună | Răspândire                     |
| --------------- | -------------------------------------------------------- | --------------- | ------------------------------ |
|                 | Akebia apetala (Quan Xia, J.Z.Sun & Z.X.Peng) Christenh. |                 | China, Japonia, Coreea, Taiwan |
|                 | Akebia chingshuiensis T. Shimizu                         |                 | Taiwan                         |
|                 | Akebia longeracemosa Matsumura                           |                 | China și Taiwan                |
|                 | Akebia quinata (Houttuyn) Decaisne                       | akebi           | China, Coreea și Japonia       |
|                 | Akebia trifoliata (Thunberg) Koidzumi                    |                 | China, Coreea și Japonia       |